# Smilesaurus ferox
Smilesaurus ferox è un terapside estinto, appartenente ai gorgonopsidi. Visse nel Permiano superiore (circa 259 - 254 milioni di anni fa) e i suoi resti fossili sono stati ritrovati in Sudafrica.

## Descrizione
Questo animale doveva essere un grande predatore, lungo oltre due metri e dal corpo forte e sostenuto da potenti zampe artigliate a cinque dita. Il solo cranio era lungo oltre trenta centimetri, e possedeva un muso allungato e robusto, munito di denti aguzzi simili a incisivi nella premascella e di canini superiori eccezionalmente allungati simili a zanne, i più lunghi in proporzione tra quelli di ogni gorgonopside. Smilesaurus differiva dagli altri animali simili come Rubidgea per l'assenza di pachiostosi cranica e di rugosità sulle ossa craniche, così come per la dimensione piuttosto ridotta delle orbite. 

## Classificazione
Smilesaurus ferox venne descritto per la prima volta nel 1948 da Robert Broom, sulla base di resti fossili ritrovati nella "zona a Cistecephalus" del Gruppo Beaufort in Sudafrica. Era un rappresentante dei gorgonopsidi, un gruppo di terapsidi predatori molto diffusi nel Permiano superiore. Smilesaurus, secondo studi più recenti, era strettamente imparentato con Arctops, alla base del clade noto come Rubidgeinae, comprendente i gorgonopsidi più derivati. 

## Paleoecologia
Le zanne superiori eccezionalmente lunghe di Smilesaurus indicano che questo animale, al contrario di altri gorgonopsidi che cacciavano in modo simile a quello dei rettili, era probabilmente un predatore che usava tattiche simili a quelle dei mammiferi con i denti a sciabola (Kammerer, 2016).